# الجامعات في ميدواي
الجامعات في ميدواي هو تعاون ثلاثي الأطراف من جامعة قرينوش وجامعة كينت وجامعة كانتبري كريس تشيرش في حرم جامعي واحد في غاثام ميدواي، جنوب شرق إنجلترا .

## الموقع

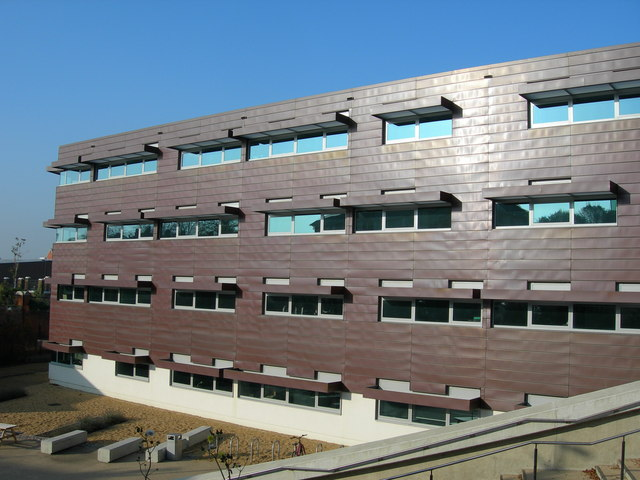
مبنى ميدواي جامعة كينت

تعد مباني همس بيمبروك التاريخية، والتي تشكل جزءًا من موقع التراث العالمي لـ لشاتام دوكيارد ودفاعاته،  وهي تقع في قلب الحرم الجامعي.
في عام 2007 كان مبنى بيلكنغتون (مبنى كانتين سابقًا، والذي أصبح الآن مقرًا للمحاضرات ومسرح المحاضرات والمكاتب الأخرى) ومكتبة داريل رابحًا مشتركًا في فئة تجديد المباني لجوائز كينت للتصميم.
تم ترشيح مبنى ميدواي في جامعة كنت كجزء من الجامعات في حرم ميدواي، لأفضل مبنى عام في جوائز كينت للتصميم 2010.

## الإدارات
يتم تدريس المواد التالية في الحرم الجامعي:
- كلية العلوم بجامعة غرينتش
- جامعة غرينتش كلية الهندسة
- مدرسة جامعة غرينتش للرعاية الصحية والاجتماعية
- جامعة غرينتش كلية إدارة الأعمال والحوسبة
- معهد الموارد الطبيعية
- كلية ميدواي للصيدلة
- جامعة كينت كلية الرياضة وممارسة العلوم [6]
- كلية كينت لإدارة الأعمال (موقع تاريخي حوض السفن)
- مدرسة كينت للحوسبة
- جامعة كينت كلية السياسة الاجتماعية وعلم الاجتماع والأبحاث الاجتماعية
- مركز جامعة كينت للصحافة
- مركز جامعة كينت للموسيقى وتكنولوجيا الصوت

## مكتبة
تشترك الجامعات في استخدام مكتبة دريل هيل المدرجة في الصف الثاني في تصنيف المكتبات البريطانية.

## روابط خارجية
- الجامعات في ميدواي ميدوي الصفحة الرئيسية